# Cobras cuspideiras

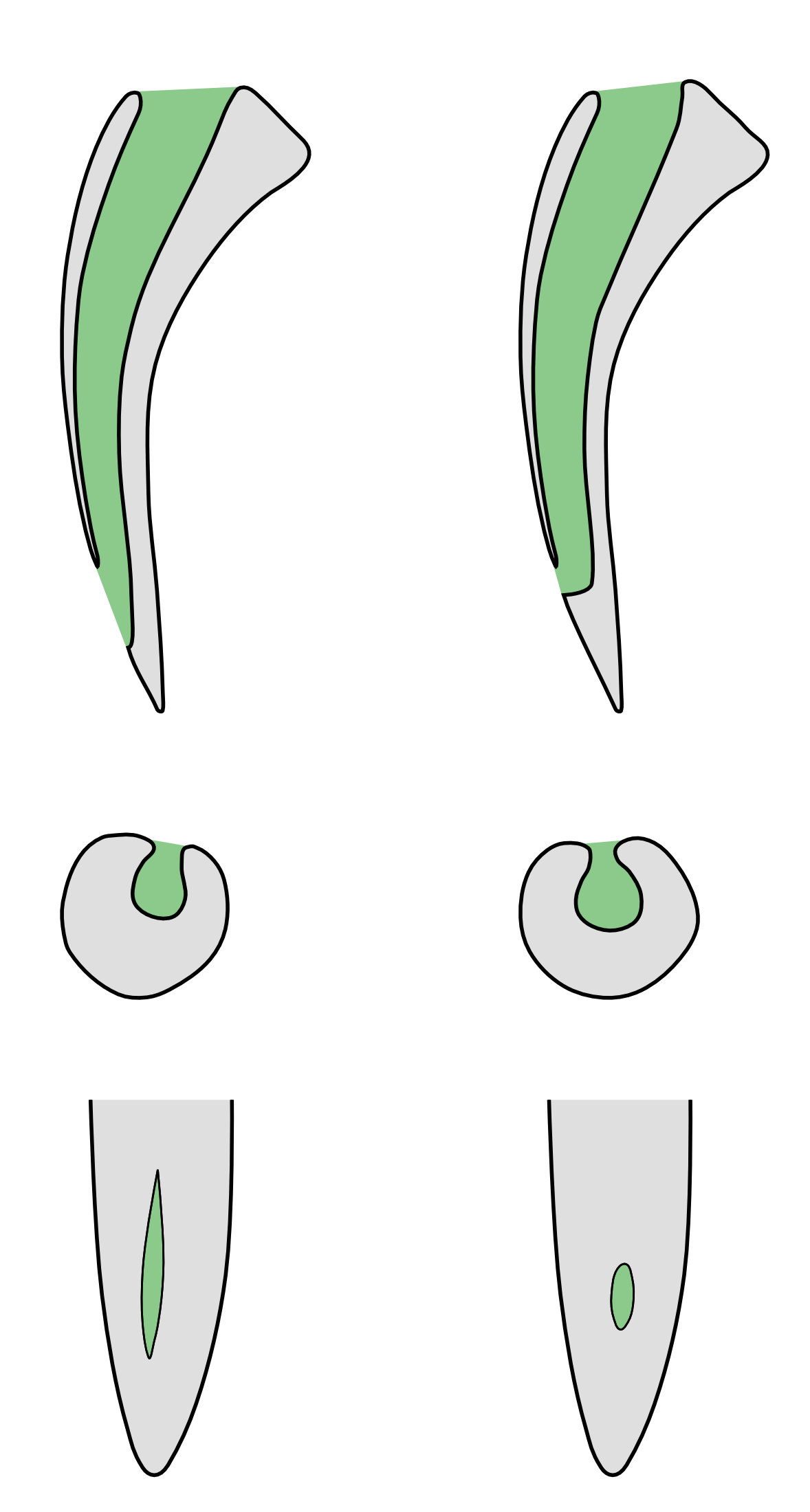
Comparação esquemática entre seções dos dentes de uma cobra não cuspideira (esquerda) e uma cuspideira (direita).
1: Seção do dente inteiro no plano sagital.
2: Seção horizontal através do dente no orifício de saída.
3: Vista frontal dos orifícios de saída.

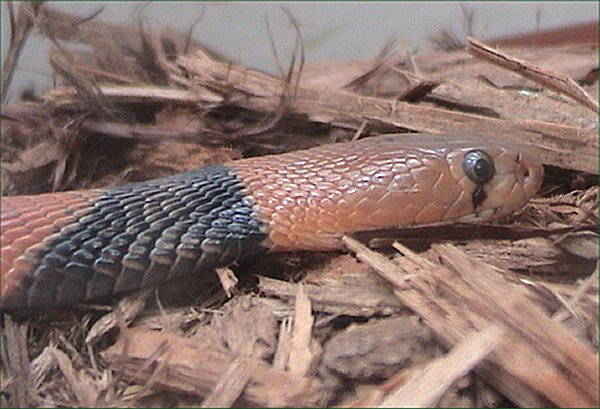
Espécime jovem de Naja pallida

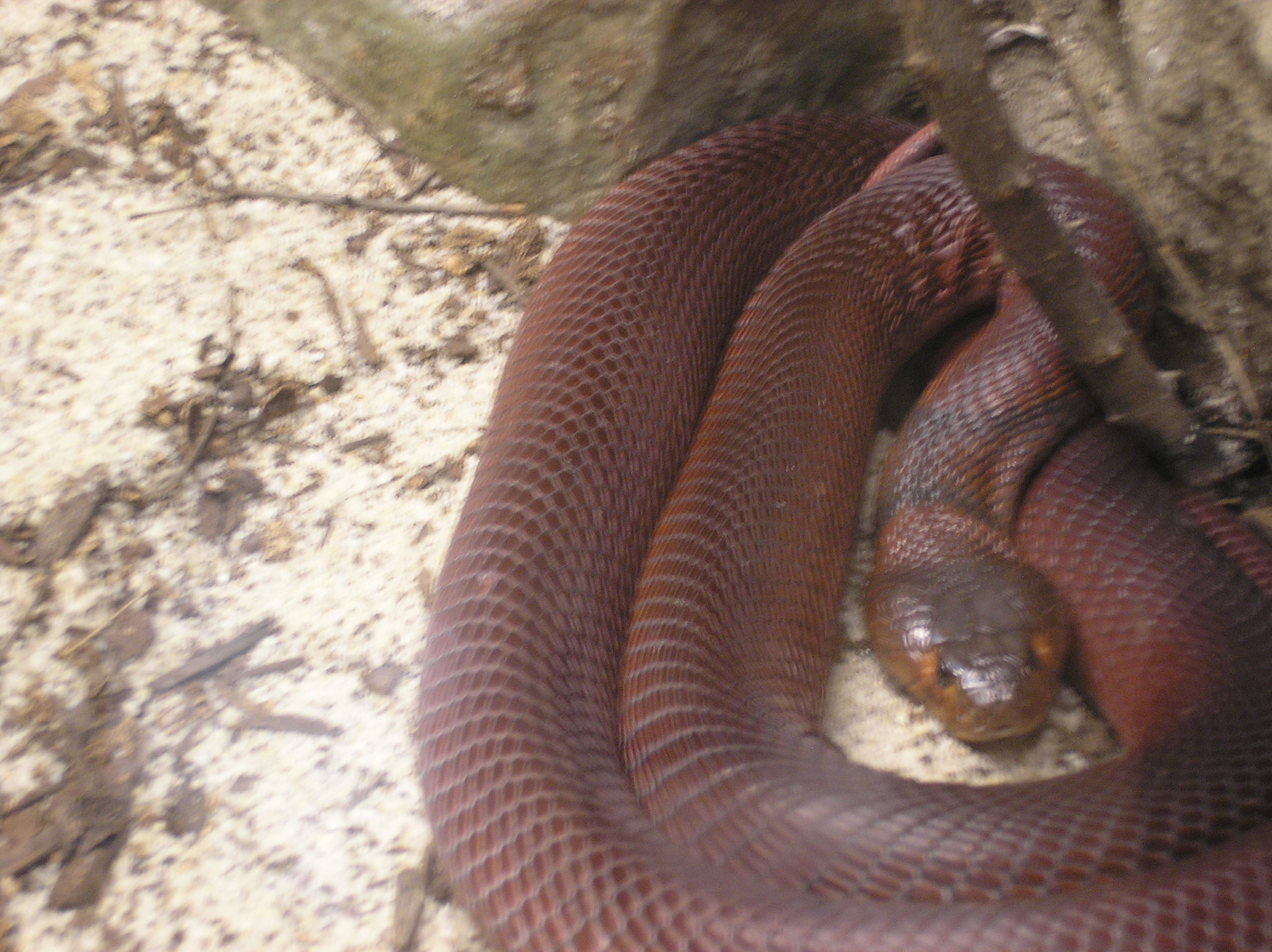
N. pallida

Uma cobra cuspideira é qualquer uma das várias espécies de cobras, especialmente do gênero Naja, que podem, de forma intencional ou defensiva, lançar seu veneno diretamente de seus dentes. Essa substância tem duas funções, sendo a primeira como veneno que pode ser absorvido pelos olhos, boca ou nariz da vítima (ou qualquer membrana mucosa ou ferimento existente) e a segunda como toxina, que pode ser borrifada na superfície do alvo. Sua capacidade de mirar e lançar veneno é utilizada de várias maneiras, sendo a autodefesa o caso mais comum. Estudos demonstraram que os alvos atingidos pelas cobras cuspideiras não são aleatórios; ao contrário, essas cobras miram conscientemente, direcionando o veneno para os olhos e o rosto de um agressor com 90% de precisão. Em um notável caso de evolução convergente, as espécies individuais de cobras cuspideiras desenvolveram a capacidade de cuspir veneno de forma independente.

## Contexto

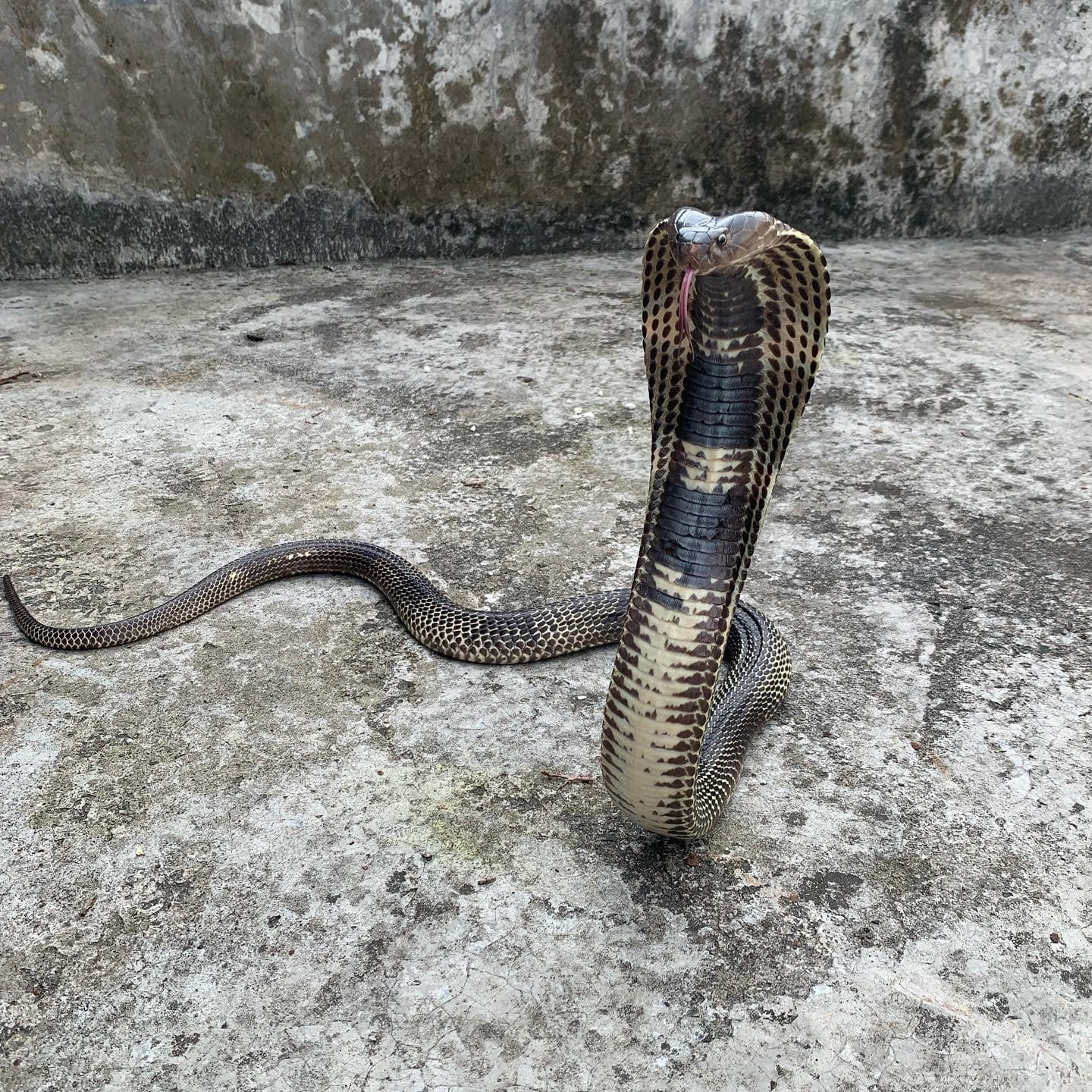
Naja mandalayensis em alerta, pronta para atacar

As cobras cuspideiras pertencem à família Elapidae, que inclui serpentes como cobras, mambas, cobras-corais, kraits, taipans, víboras da morte e serpentes marinhas. Muitas serpentes utilizam seu veneno tanto como mecanismo defensivo quanto predatório, e isso inclui as cobras cuspideiras. Essas cobras habitam tipicamente savanas secas e ambientes semiáridos, especialmente áreas quentes e abertas da África Subsariana. O veneno é usado principalmente como meio de defesa. A cobra cuspideira tem a capacidade de lançar veneno a até 3 m de distância de sua posição. A trajetória do veneno não é aleatória. Essas cobras evoluíram para mirar o veneno que cospem no rosto ou o mais próximo possível dos olhos do antagonista. As cobras conseguem medir e ajustar a dose de veneno liberada com base no tamanho e na distância relativa do alvo, garantindo o maior potencial de envenenamento possível.

## Veneno
A toxina lançada é geralmente inofensiva na pele intacta de mamíferos (embora o contato possa causar bolhas tardias na área), mas pode causar cegueira permanente se atingir os olhos; se não tratado, pode provocar quemose e inchaço da córnea.
A toxina é expelida em padrões geométricos distintos quando os músculos comprimem as glândulas para lançá-la através de orifícios voltados para a frente próximos às pontas dos dentes. Algumas espécies de cobras cuspideiras fazem movimentos de exalação sibilante ou avanços com a cabeça ao "cuspir", e tais ações podem ajudar a impulsionar o veneno, mas pesquisas não sustentam a hipótese de que desempenhem um papel funcional importante, exceto possivelmente intensificar o efeito ameaçador do comportamento. Quando acuadas, algumas espécies "cospem" a até 3 m de distância. Embora o cuspe seja tipicamente sua principal forma de defesa, todas as cobras cuspideiras também podem injetar seu veneno por meio de mordidas.
O veneno da maioria das cobras cuspideiras é significativamente citotóxico, além dos efeitos neurotóxicos e cardiotóxicos típicos de outras espécies de cobras. A capacidade de cuspir provavelmente evoluiu em cobras três vezes de forma independente por meio de evolução convergente. Em cada um desses três eventos, o veneno evoluiu convergentemente para ser mais eficaz em causar dor em mamíferos, servindo como um melhor dissuasor, com cada uma das três evoluções aproximadamente correlacionadas com a evolução e/ou chegada dos primeiros hominídeos.

## Benefícios
A cobra cuspideira desenvolveu a capacidade de cuspir para minimizar o risco de contato durante um confronto. Embora serpentes venenosas sejam muito perigosas, muitas vezes não saem ilesas após um confronto com um predador ou animal maior. A capacidade de lançar um veneno à distância reduz drasticamente as chances de se ferir em uma disputa.
A cobra cuspideira também tem a capacidade de injetar veneno por meio de uma mordida. Na verdade, uma cobra cuspideira ejeta mais veneno durante uma mordida do que ao cuspir. Embora possa lançar veneno contra ameaças em potencial, assim como a maioria das serpentes da família Elapidae, as cobras cuspideiras injetam seu veneno por meio de uma mordida para matar suas presas. A cuspida evoluiu como um mecanismo de defesa para deter predadores; mesmo que uma cobra cuspideira cegue uma ameaça, isso não é suficiente para matar, e, portanto, as cobras cuspideiras também podem injetar veneno diretamente.

## Espécies

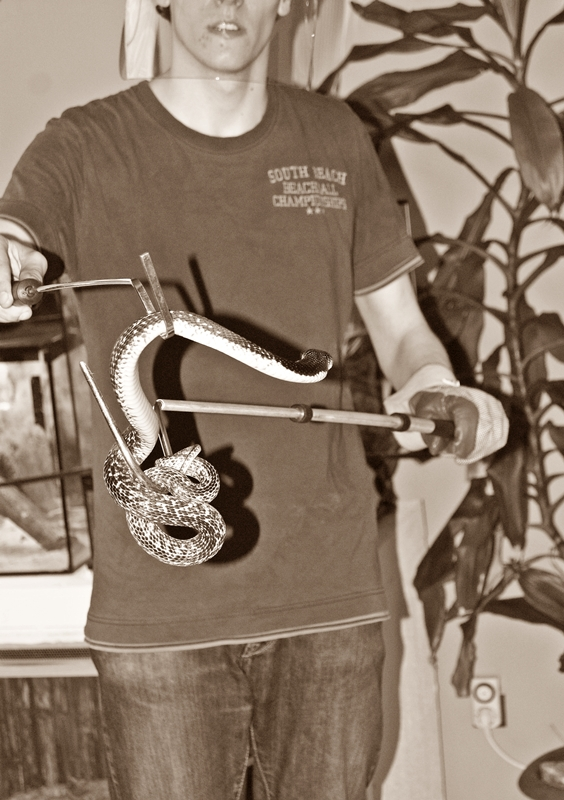
Manuseio de Naja siamensis, usando proteção facial completa

‡: Não é uma "verdadeira cobra cuspideira", embora a espécie tenha a capacidade de "ejetar" veneno, raramente o fazem.
Cobras africanas:
- Naja ashei
- Naja katiensis
- Naja mossambica
- Naja nigricincta
  - Naja nigricincta woodi
- Naja nigricollis
- Naja nubiae
- Naja pallida
- Hemachatus haemachatus

Cobras asiáticas:
- Naja atra ‡
- Naja kaouthia ‡
- Naja sagittifera [en] ‡
- Naja mandalayensis
- Naja philippinensis [en]
- Naja samarensis [en]
- Naja siamensis
- Naja sputatrix
- Naja sumatrana [en]

Algumas espécies da família Viperidae também foram relatadas como cuspideiras ocasionais.